# Coronación de Carlos III del Reino Unido y Camila
La coronación de Carlos III y su esposa, Camila, como rey y reina consorte del Reino Unido y los demás reinos de la Mancomunidad de Naciones, fue el punto culminante de su acceso a la corona. El rey Carlos III subió al trono el 8 de septiembre de 2022, tras la muerte de su madre, la reina Isabel II. La coronación fue una ocasión estatal financiada por el gobierno británico. La ceremonia de coronación del monarca británico, anunciada por el Palacio de Buckingham, fue el 6 de mayo del 2023 en la Abadía de Westminster. La coronación fue más corta, inclusiva y moderna, y menos costosa que las anteriores, eso sí, manteniendo las connotaciones tradicionales que la han caracterizado durante más de un milenio. Esta fue la 40.ª coronación de un monarca británico en la historia y la primera del siglo XXI.

## Antecedentes
Carlos III se convirtió en rey inmediatamente después de la muerte de su madre, Isabel II, el 8 de septiembre de 2022. Fue proclamado rey por el Consejo de Acceso del Reino Unido el 10 de septiembre, que fue seguido por proclamaciones en otros reinos de la Mancomunidad de Naciones.  Debido a la avanzada edad de Isabel, la coronación de Carlos fue planeada durante años bajo el nombre clave de Operación Orbe, reportada en la prensa como Operación Orbe Dorado.
La coronación marcó no solo una unción sagrada y una coronación formal, sino que también incluyó celebraciones públicas. El 7 de mayo de 2023 tuvo lugar el Gran Almuerzo de la Coronación, que brindó al público la oportunidad de celebrar la ocasión con fiestas callejeras. El Concierto de Coronación se llevó a cabo el mismo día en el Castillo de Windsor con la asistencia de representantes de las organizaciones benéficas del rey y la reina consorte, así como miembros del público en general. El 8 de mayo tuvo lugar la iniciativa Big Help Out para fomentar el servicio comunitario y el voluntariado. Tanto la coronación en la Abadía de Westminster como el concierto en el Castillo de Windsor se transmitieron por televisión y en línea.
Esta ha sido la primera coronación de un monarca británico en el siglo XXI y la 40.ª que se realizó en la Abadía de Westminster desde 1066.
La anterior coronación de un monarca del Reino Unido fue la de su predecesora Isabel II, el 2 de junio de 1953.

## Planificación
El duque de Norfolk, por tradición, es el encargado de organizar el evento como conde mariscal. El actual conde mariscal es el decimoctavo duque, Edward Fitzalan-Howard. Un comité de consejeros privados organizó la coronación.
En octubre de 2022, se anunció la fecha de la coronación de Carlos y Camila: el sábado 6 de mayo de 2023 en la Abadía de Westminster.  El Palacio de Buckingham fijó la fecha para asegurar tiempo suficiente para llevar el duelo por la muerte de la reina Isabel II antes de celebrar una ceremonia jubilosa. En noviembre de 2022, el gobierno proclamó que se produciría un feriado adicional el 8 de mayo del 2023, dos días después de la coronación. El 20 de enero de 2023, el Palacio de Buckingham anunció planes para el fin de semana de coronación entre el 6 y el 8 de mayo de 2023.
Como ocasión oficial, la coronación fue pagada por el gobierno británico. Por lo tanto, el gobierno también decidió la lista de invitados, que incluía a miembros de la familia real británica, el primer ministro británico, representantes de las cámaras del Parlamento, representantes de los gobiernos de los Reinos de la Commonwealth y realeza extranjera y jefes de Estado. Las normas de seguridad en la Abadía de Westminster restringieron el número de invitados en el interior a unos 2000. Después de la ceremonia, Carlos y Camila aparecieron en el balcón del Palacio de Buckingham.
Por primera vez, se estableció una Oficina de Reclamos de Coronación dentro de la Oficina del Gabinete en lugar del Tribunal de Reclamos tradicional para manejar reclamos para desempeñar un papel histórico o ceremonial en la coronación.

### Emblema
El emblema de la coronación fue diseñado por sir Jony Ive con su empresa creativa LoveFrom y representa la flora de las cuatro naciones del Reino Unido en forma de corona de San Eduardo.  La flora que se muestra en el emblema es la rosa de Inglaterra, el cardo de Escocia, el narciso de Gales y el trébol de Irlanda del Norte. El emblema principal está en azul y rojo, los colores de la Union Jack. Los emblemas secundarios también estuvieron disponibles en rojo, azul, negro y blanco. Todas las versiones también estuvieron disponibles en galés.  El Palacio también anunció que las reglas que rigen el uso comercial de las fotografías reales y las insignias oficiales se relajarían temporalmente con la aprobación del rey y la reina consorte en este caso para permitir la fabricación de recuerdos.
Un emblema canadiense para la coronación fue creado por Cathy Bursey-Sabourin, Fraser Herald of Arms, y registrado en la Autoridad Heráldica Canadiense. El emblema incluye el monograma real de Carlos III dentro de un anillo de trece formas triangulares, en alusión a una serie de banderines y las provincias y territorios de Canadá. El arreglo circular simboliza la inclusión, así como el concepto indígena canadiense de equidad y los ciclos del mundo natural. El color verde es un guiño al compromiso del rey con el medio ambiente, mientras que el espacio en blanco puede verse como un rayo de sol, que simboliza la innovación y las nuevas ideas.
El fotógrafo oficial de la coronación fue Hugo Burnand. Anteriormente había sido el fotógrafo oficial de la boda de Carlos y Camila en el 2005.
El 5 de abril de 2023, se dio a conocer y envió la invitación oficial del rey Carlos III y la reina Camila a unos 2000 invitados.  También se publicó una nueva foto oficial de la pareja real de Hugo Burnand. La invitación para la coronación fue diseñada por Andrew Jamieson y presenta los escudos de armas de la pareja y un motivo del Hombre Verde sobre un fondo de las flores emblemáticas del Reino Unido y un prado de flores silvestres británico y la vida salvaje.
La gama conmemorativa oficial para conmemorar la coronación fue lanzada por Royal Collection Shop el 14 de abril de 2023. La colección está elaborada con porcelana china inglesa y tiene un acabado en oro de 22 quilates.
En la tarde y la madrugada del 17 y 18 de abril comenzaron los ensayos generales iniciales en Londres para las procesiones militares. También se vio a la RAF ensayando para el vuelo aéreo del 19 de abril.

### Cambios
Se había informado que, a diferencia de las coronaciones anteriores, solo el príncipe de Gales rendiría su homenaje personal y lealtad al rey, mientras que a otros pares reales no se les pediría que hicieran lo mismo. Un informe de prensa en enero había sugerido que el rey usaría uniforme naval en la coronación en lugar de los tradicionales calzones y medias. Ambos cambios tuvieron lugar de acuerdo con las iniciales especulaciones.

## Coronación

### Procesión

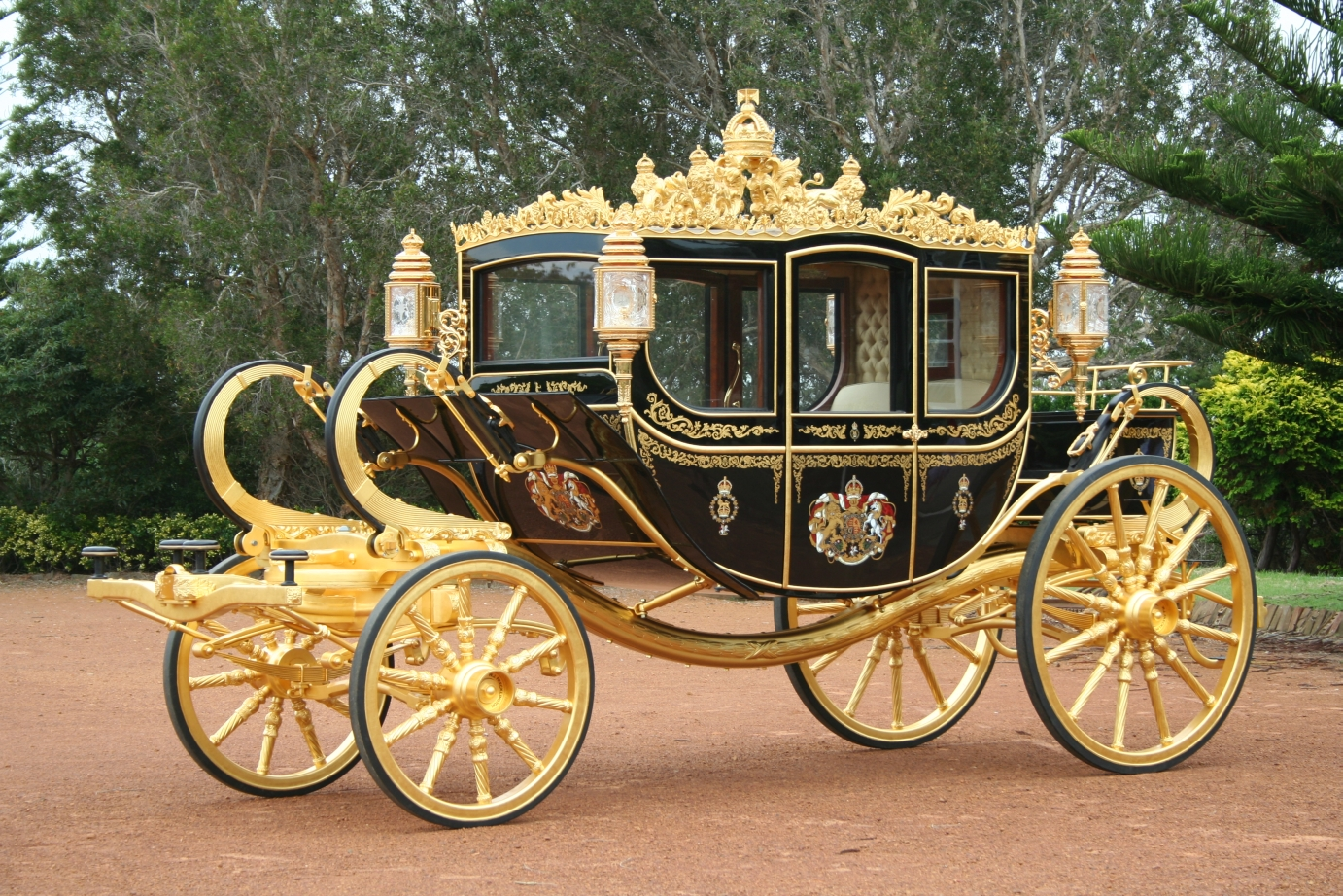
El Diamond Jubilee State Coach de 2010, que fue utilizado por el rey y la reina a su viaje a la Abadía de Westminster, la Procesión del Rey.

El día de la coronación, el rey y la reina consorte viajaron a la Abadía de Westminster en el Diamond Jubilee State Coach como parte de una procesión conocida como «La Procesión del Rey»:
La escolta del soberano del Regimiento Montado de Caballería Doméstica participó en la procesión, que fue a lo largo de The Mall, Whitehall y Parliament Street, y alrededor de los lados este y sur de Parliament Square. El rey y la reina consorte, en el Gold State Coach tirado por ocho Windsor Greys, y la familia real tomaron la misma ruta a la inversa y regresaron al Palacio de Buckingham en una procesión ceremonial más grande, conocida como «La Procesión de la Coronación». A ellos se unieron miembros de las Fuerzas Armadas de toda la Commonwealth y los Territorios Británicos de Ultramar, y todos los servicios de las Fuerzas Armadas del Reino Unido, junto con el Sovereign's Bodyguard y Royal Watermen.

Más de 5000 miembros de las Fuerzas Armadas y 400 miembros del personal de las Fuerzas Armadas de al menos 35 países de la Commonwealth formaron parte de las dos procesiones, y 1000 más se alinearon en la ruta.  La Legión Real Británica formó una Guardia de Honor de cien portaestandarte en la Plaza del Parlamento.

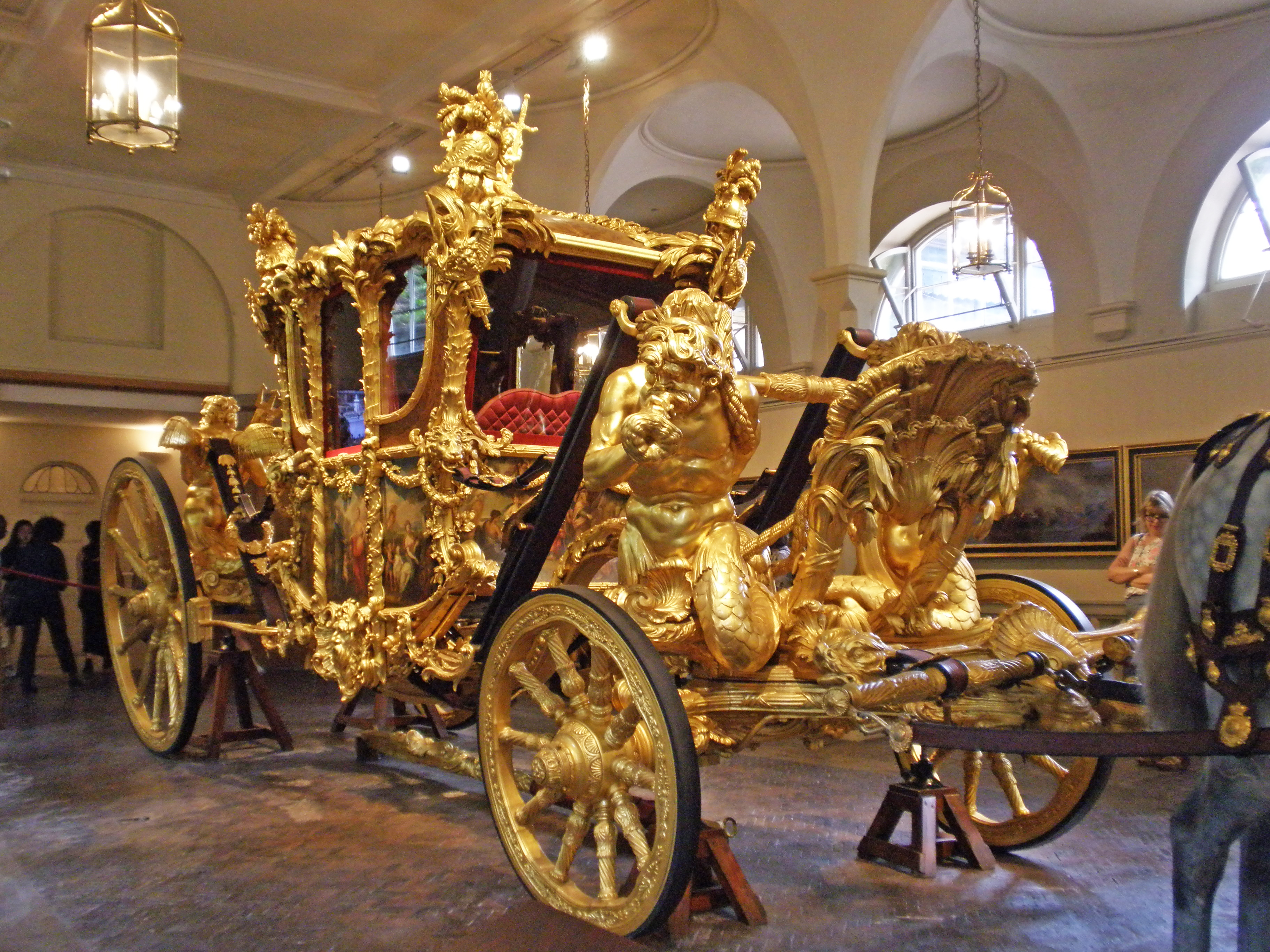
El Gold State Coach de 1762 en exhibición en las Royal Mews. Fue utilizado en la Procesión de la Coronación, el retorno de la Abadía de Westminster.

Al regresar al palacio, el rey y la reina consorte recibieron un saludo real de las fuerzas armadas y se unieron a la familia real en el balcón del Palacio de Buckingham para revisar un sobrevuelo de seis minutos de más de 60 aviones.
Se construyó una tribuna frente al Palacio de Buckingham con 3800 asientos ofrecidos a veteranos de las Fuerzas Armadas, trabajadores del NHS y de atención social, y representantes de organizaciones benéficas con vínculos con el rey y la reina consorte que observaron la procesión y el vuelo. 354 cadetes uniformados tuvieron la oportunidad de ver la procesión en Admiralty Arch.

### Insignias reales que fueron expuestas

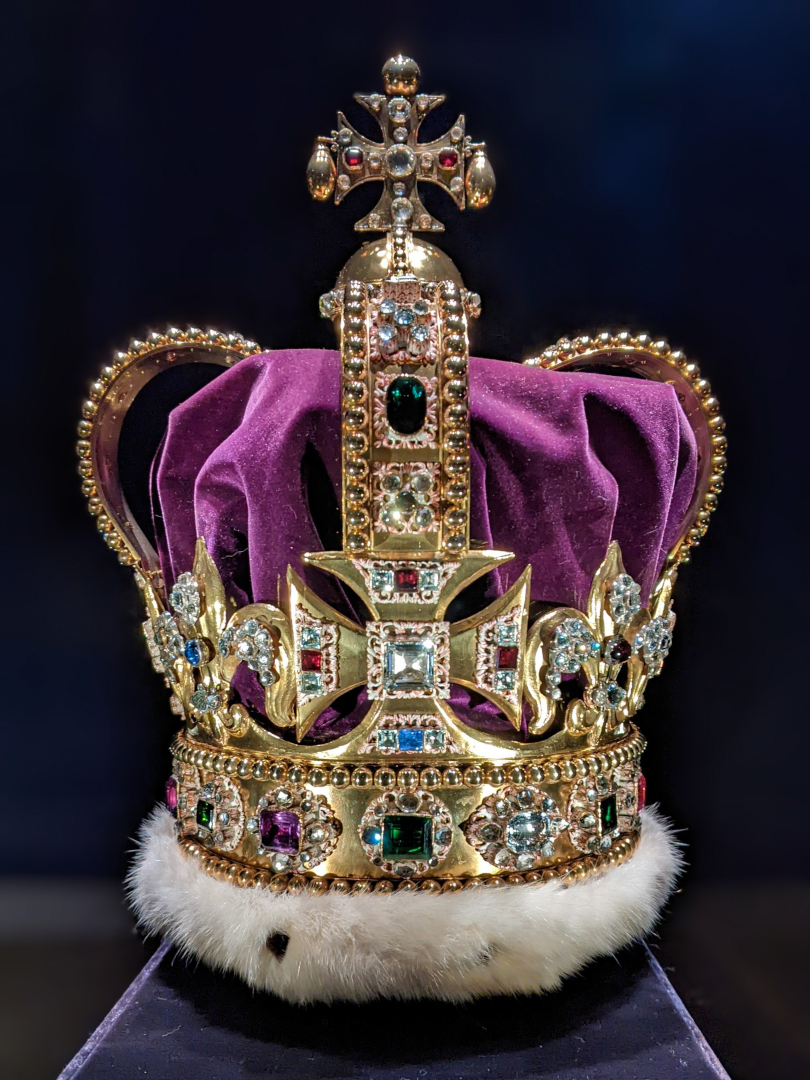
Corona de San Eduardo.

La Corona de San Eduardo, que se retiró en diciembre de 2022 de la Torre de Londres para cambiar su tamaño, se utilizó para coronar al rey. La primera corona conocida como Corona de San Eduardo (la corona de Inglaterra) se registró por primera vez como utilizada para la coronación de Enrique III de Inglaterra en 1220, y parece ser la misma corona que usó Eduardo el Confesor. El rey también llevó la Corona imperial del Estado durante la ceremonia.

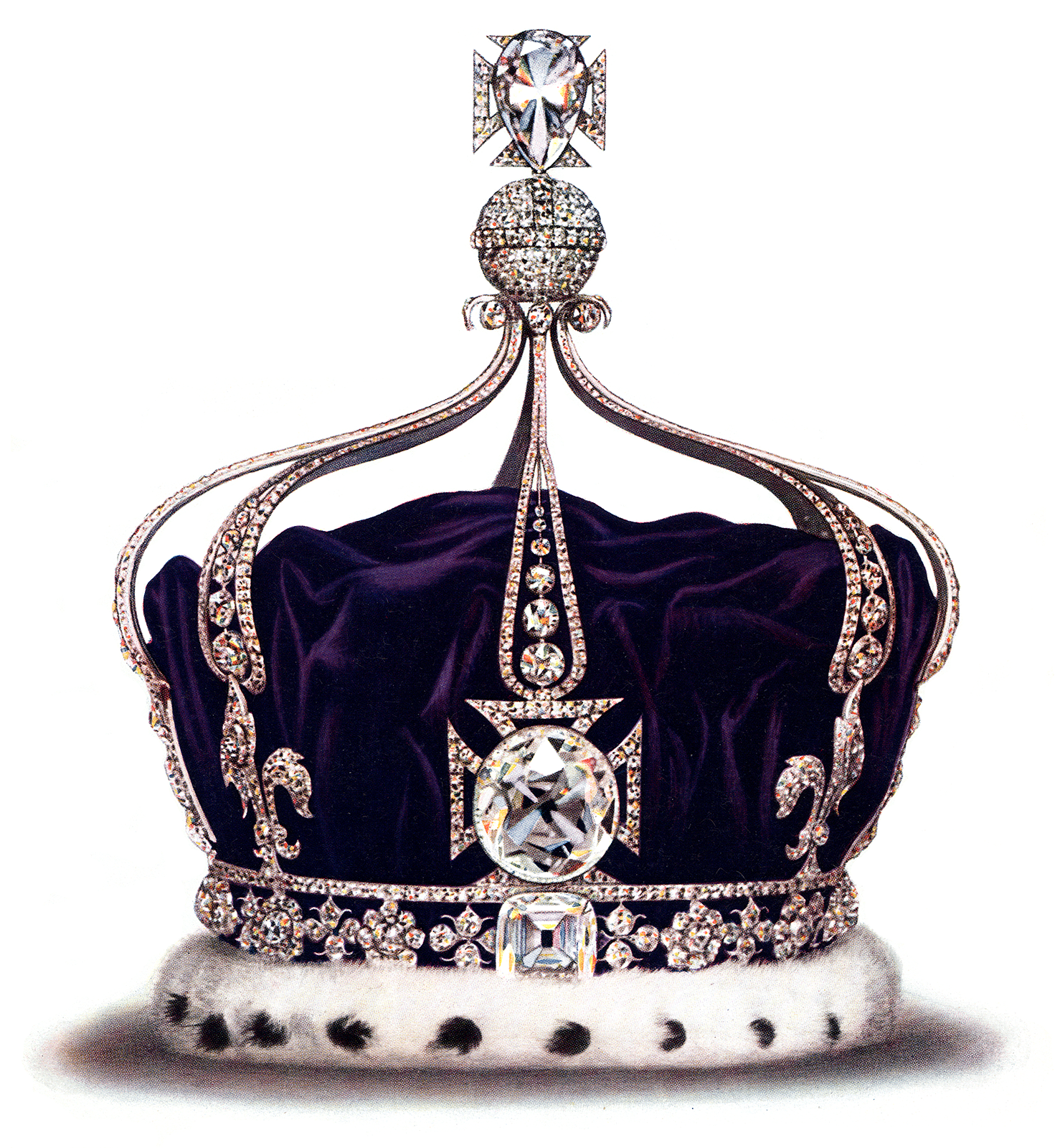
Corona de la reina María que fue usada por la reina elevada, Camila.

En febrero de 2023, el Palacio de Buckingham anunció que la corona de la reina María había sido retirada de la exhibición en la Torre de Londres para realizar trabajos de modificación, que se usaría para coronar a la reina Camila. La corona se restableció con los diamantes Cullinan III, IV y V y se eliminaron cuatro de sus arcos desmontables. Fue la primera vez que una reina fue coronada con la corona de otra consorte desde 1727, cuando Carolina de Ansbach usó la corona de María de Módena. La decisión de no usar la corona de la reina Isabel, la reina madre, evitó una disputa diplomática con la India, que reclama la propiedad del diamante Koh-i-Noor.
La silla de la coronación del siglo XIII fue objeto de un programa de restauración y conservación en preparación para la ceremonia.

### Servicio
El objeto principal de la procesión, dentro de la abadía, fue la Cruz de Gales, recién creada, que incluye reliquias de la Vera Cruz que el papa Francisco le regaló al rey.
Dos mazas, hechas entre 1660 y 1695, y la Espada del Estado fueron llevadas a la abadía ante el rey. También se llevaron a la abadía la Espada de la Justicia Espiritual, la Espada de la Justicia Temporal, la Espada roma de la Misericordia y el Bastón de San Eduardo.

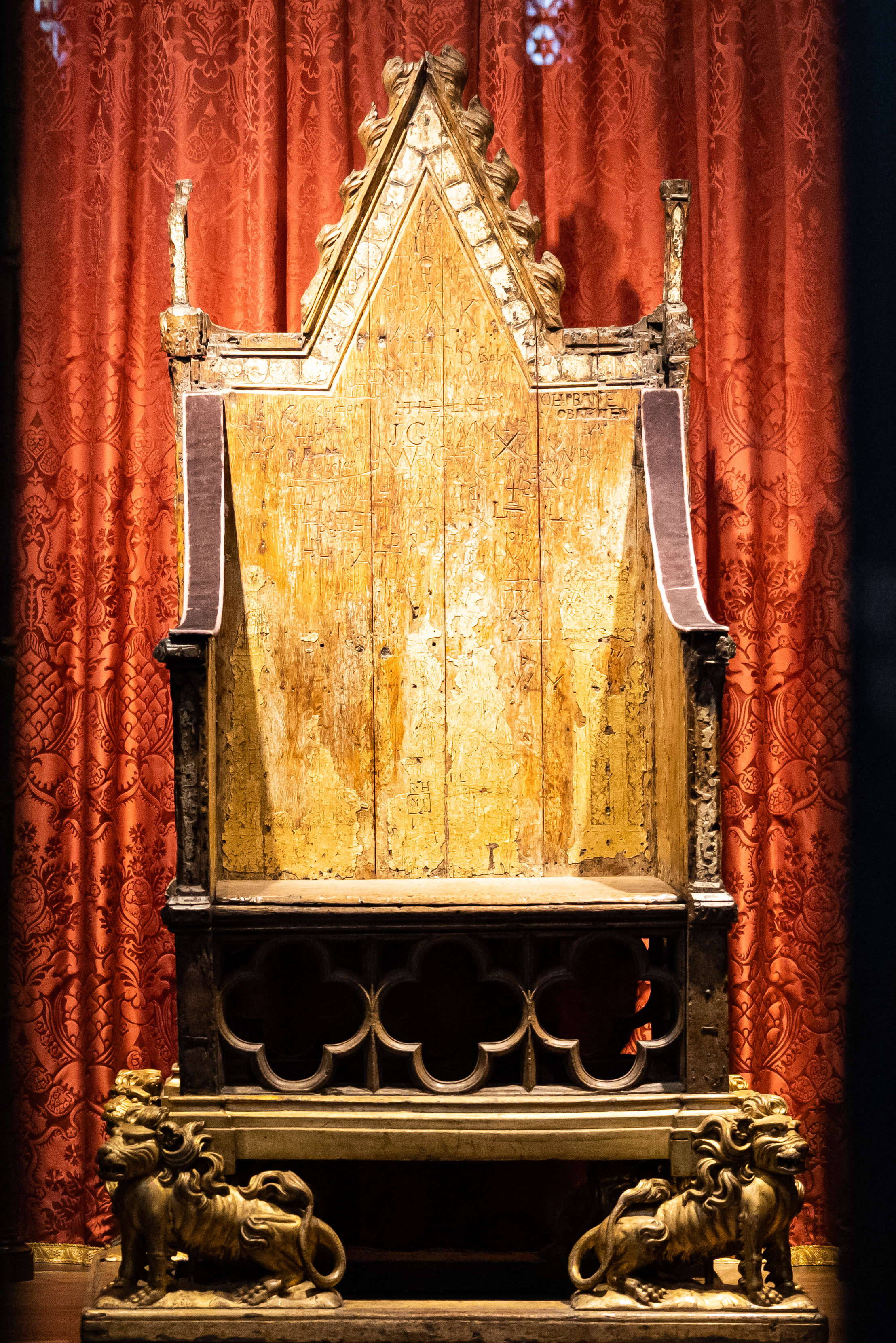
La Silla de San Eduardo, sin la piedra de Scone, que hizo su regreso para la ceremonia de coronación.

El servicio fue conducido por el arzobispo de Canterbury, siendo el inicio de la ceremonia a las 11:00, hora local. La ley exige un juramento de coronación. También tuvo lugar la unción, la entrega de los ajuares y la entronización. Carlos se sentó en la Silla de san Eduardo, cuyo nombre hace referencia a su primer usuario, Eduardo I de Inglaterra, quien la mandó construir en 1300 para albergar la Piedra de Scone que los ingleses arrebataron a los escoceses en 1296.  La entidad encargada de su custodia, Historic Environment Scotland, anunció en septiembre de 2022 que la Piedra de Scone se trasladaría de la Sala de la Corona del Castillo de Edimburgo a Londres para la coronación de Carlos en la Abadía de Westminster y se devolvería al Castillo después de la ceremonia.
Líderes religiosos y representantes de las comunidades bahaí, budista, hindú, jainista, judía, chiita y sunita musulmana, sij y zoroastriana formaron la primera procesión dentro de la abadía. Les siguieron líderes ecuménicos y representantes de los reinos de la Commonwealth, cuyas banderas fueron portadas por representantes nacionales acompañados por los gobernadores generales y los primeros ministros.

El rey y la reina llegaron a las 11:00 y formaron su propia procesión, acompañados por el marqués de Anglesey, el duque de Westminster, el conde de Caledon y el conde de Dundee, que portaron los estandartes con los cuarteles de las armas reales y el estandarte del Principado de Gales. En la procesión también participaron el almirante sir Tony Radakin y el duque de Norfolk. El coro cantó I was glad de Hubert Parry y la escolanía de Westminster coreó "Vivat Rex" a medida que avanzaban.

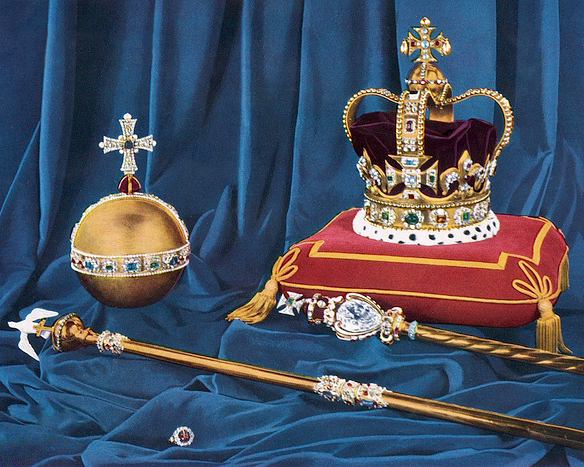
La corona de San Eduardo, el orbe y otras joyas que fueron expuestas en la coronación.

El aceite de la santa unción se basó en la misma fórmula que se utilizó en la coronación de Isabel II y fue consagrado por el patriarca Teófilo III de Jerusalén en la iglesia del Santo Sepulcro el 6 de marzo de 2023 bajo la supervisión de Hosam Naoum, el arzobispo anglicano de Jerusalén. Estaba contenido dentro de la ampolla y el arzobispo usó la cuchara para realizar la unción. Al rey le fueron entregadas las espuelas, fue investido con los brazaletes, el Orbe del Soberano, el Anillo del Soberano, el Cetro del Soberano con Cruz y el Cetro del Soberano con Paloma. Al igual que en la coronación de Isabel II, el momento de la unción no se mostró directamente en la pantalla.
La corona de San Eduardo, que se retiró en diciembre de 2022 de la Torre de Londres para cambiar su tamaño, se usó para coronar al rey. Se registra por primera vez que una corona conocida como la corona de San Eduardo (la corona de Inglaterra) se usó para el coronación de Enrique III de Inglaterra en 1220, y esa corona pudo haber sido la misma corona que usó san Eduardo el Confesor. Sin embargo, fue destruida por el republicano Oliver Cromwell, y la actual corona de San Eduardo se reemplazó en 1661.
Siguió el Ofertorio, durante el cual se presentaron los obsequios de pan y vino ante el rey y se rezó recitando una traducción del Liber Regalis. Carlos y Camila luego recibieron la Sagrada Comunión del arzobispo de Canterbury y recitaron el Padrenuestro. Tras la bendición final y el himno "Alabada sea mi alma", el coro cantó el Te Deum. El rey y la reina se dirigieron a la puerta oeste de la Abadía mientras se cantaba el himno nacional, "God Save the King". Al final de la procesión, el rey recibió el saludo de los líderes y representantes de las comunidades judía, hindú, sij, musulmana y budista.

En el momento de la coronación del rey, se dispararon salvas de 21 cañonazos en trece lugares y en los barcos de la Royal Navy desplegados a lo largo de la costa, con saludos de 62 cañonazos y una salva de seis cañonazos en la Torre de Londres y el Desfile de la Guardia a Caballo. El rey también lució la Corona imperial del Estado al final de la ceremonia.

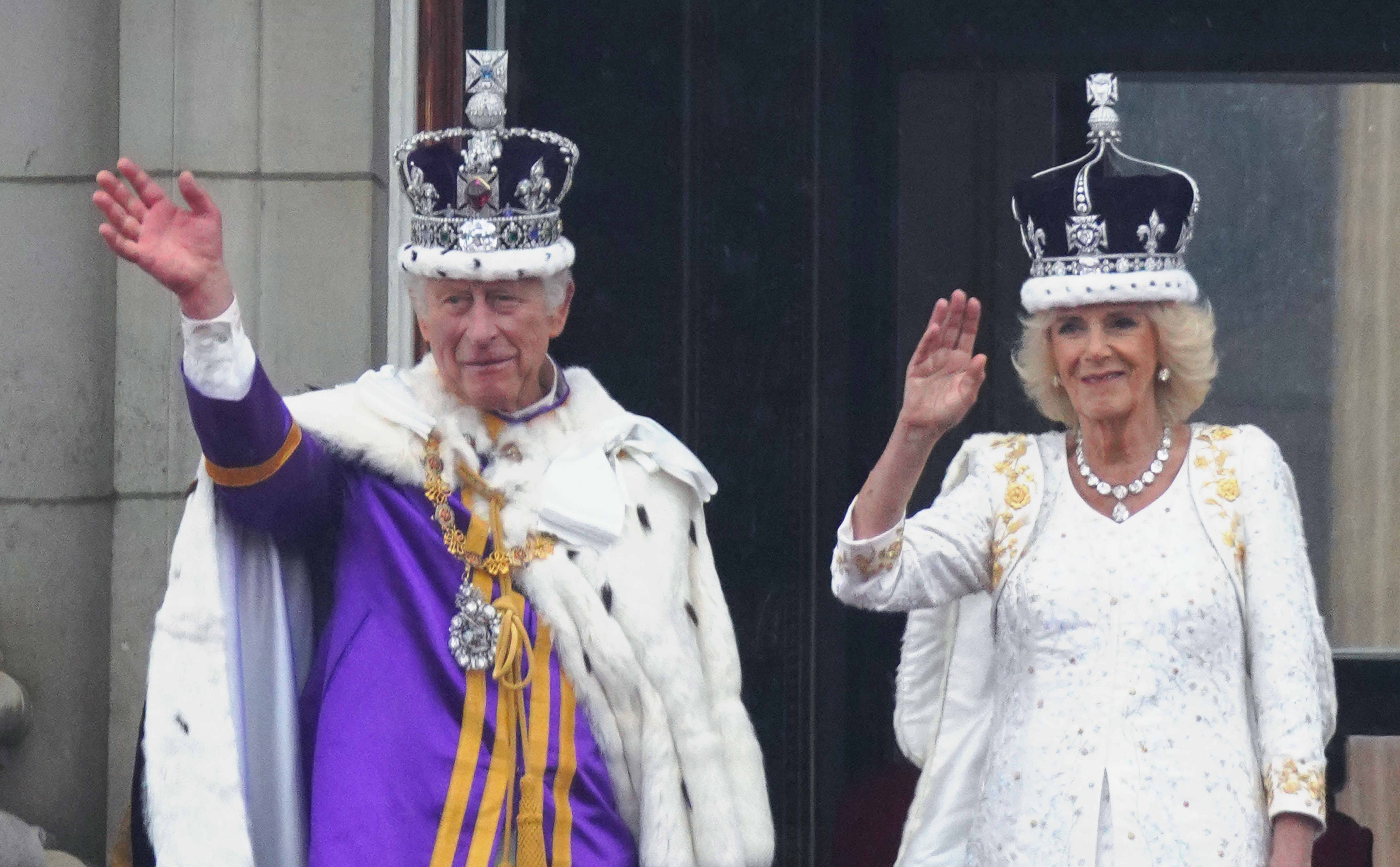
Los coronados monarcas británicos, Carlos y Camila, saludando a la multitud en el balcón del Palacio de Buckingham.

La esposa de Carlos, Camila, fue coronada junto a él como reina consorte. Cuando Carlos se casó con ella en 2005, Clarence House anunció que no tenía la intención de que Camila asumiera el título de reina tras su ascenso. Carlos, sin embargo, había deseado durante mucho tiempo que ella fuera titulada y coronada junto a él y, en febrero de 2022, con el aumento de la popularidad de Camila, Isabel II declaró su "deseo sincero" de que Camilla fuera conocida como reina consorte tras la adhesión de Carlos. Esta fue la primera coronación de una consorte desde la de la abuela del monarca, la reina Isabel (más tarde conocida como la reina madre) en 1937.
Carlos estuvo acompañado por cuatro pajes de honor: fueron el príncipe Jorge de Gales, lord Oliver Cholmondeley (hijo de los marqueses de Cholmondeley), Nicholas Barclay (nieto de Sarah Troughton) y Ralph Tollemache (hijo de Edward Tollemache). Camila también estuvo acompañada por cuatro pajes de honor: fueron sus nietos, Gus y Louis Lopes (hijos de Laura Lopes), y Frederick Parker Bowles (hijo de Tom Parker Bowles), y su sobrino nieto, Arthur Elliot (hijo de Ben Elliot).
La fórmula tradicional que siguió a la coronación, "Dios te corone con una corona de gloria y justicia..." fue omitida de la Liturgia. Con la bendición leída por el arzobispo de York, el arzobispo ortodoxo griego de Thyateira y Gran Bretaña, el moderador de Free Churches, el secretario general de Churches Together in England, el cardenal arzobispo de Westminster y el arzobispo de Canterbury, Carlos se sentó en el trono (realizado originalmente para Jorge VI en 1937) y el arzobispo de Canterbury y el hijo mayor y heredero de Carlos, Guillermo, le ofrecieron su lealtad. A diferencia de las coronaciones anteriores, solo Guillermo rindió su homenaje personal y lealtad al monarca, mientras que a otros pares reales no tuvieron que repetir dicha ceremonia. El homenaje de los pares se reemplazó en cambio por el homenaje del pueblo, y el arzobispo de Canterbury invitó a quienes deseasen hacer su homenaje compartiendo las mismas palabras. Por primera vez en una Coronación, se invitó al público a jurar lealtad al rey.

### Música
El rey supervisó personalmente el desarrollo del programa musical y encargó doce piezas nuevas para el servicio. Andrew Nethsingha, el organista y maestro de los coristas de la abadía, fue designado como director de música para la coronación.
Andrew Lloyd Webber compuso un nuevo Himno de la Coronación basado en el Salmo 98 y Patrick Doyle creó una Marcha de la Coronación. Otros compositores que han escrito música nueva para el servicio incluyen a Iain Farrington, Sarah Class, Nigel Hess, Paul Mealor, Tarik O'Regan, Roxanna Panufnik, Shirley J. Thompson, Judith Weir, Roderick Williams y Debbie Wiseman. Los solistas incluirán a Sir Bryn Terfel, Pretty Yende y Roderick Williams. La música de Sir Karl Jenkins será parte del programa, mientras que la tradición exige que las obras de William Byrd, George Frideric Handel, Sir Edward Elgar, Sir Henry Walford Davies, Sir William Walton, Sir Hubert Parry y Ralph Vaughan Williams se incluyan como bueno. Una parte litúrgica de la ceremonia se interpretará en galés. La música ortodoxa griega también se incluirá en el servicio en homenaje al padre del rey, el príncipe Felipe, duque de Edimburgo.
El coro de la coronación será una combinación de los coros de la Abadía de Westminster, la Capilla Real, el Colegio Metodista de Belfast y la Catedral de Truro. El Coro de la Ascensión, un coro de góspel, también actuará durante el servicio. Los músicos de la orquesta provendrán de los patrocinios de Charles, incluida la Royal Philharmonic Orchestra. El director de la orquesta será Sir Antonio Pappano, mientras que Sir John Eliot Gardiner dirigirá un programa de música coral compuesto por el Monteverdi Choir y English Baroque Soloists antes del servicio.  Los trompetistas estatales de la caballería doméstica y los trompetistas de fanfarria de la Royal Air Force tocarán las fanfarrias.

## Celebraciones públicas
Para conmemorar la coronación, el Reino Unido, las Bermudas, las Islas Caimán y las tres Dependencias de la Corona han declarado feriado público el 8 de mayo. El mismo día, Together Coalition, en asociación con The Scout Association, Royal Voluntary Service y varios grupos religiosos, está organizando la iniciativa Big Help Out para fomentar el voluntariado y el servicio comunitario en el Reino Unido y las Dependencias de la Corona.

### En el Reino Unido

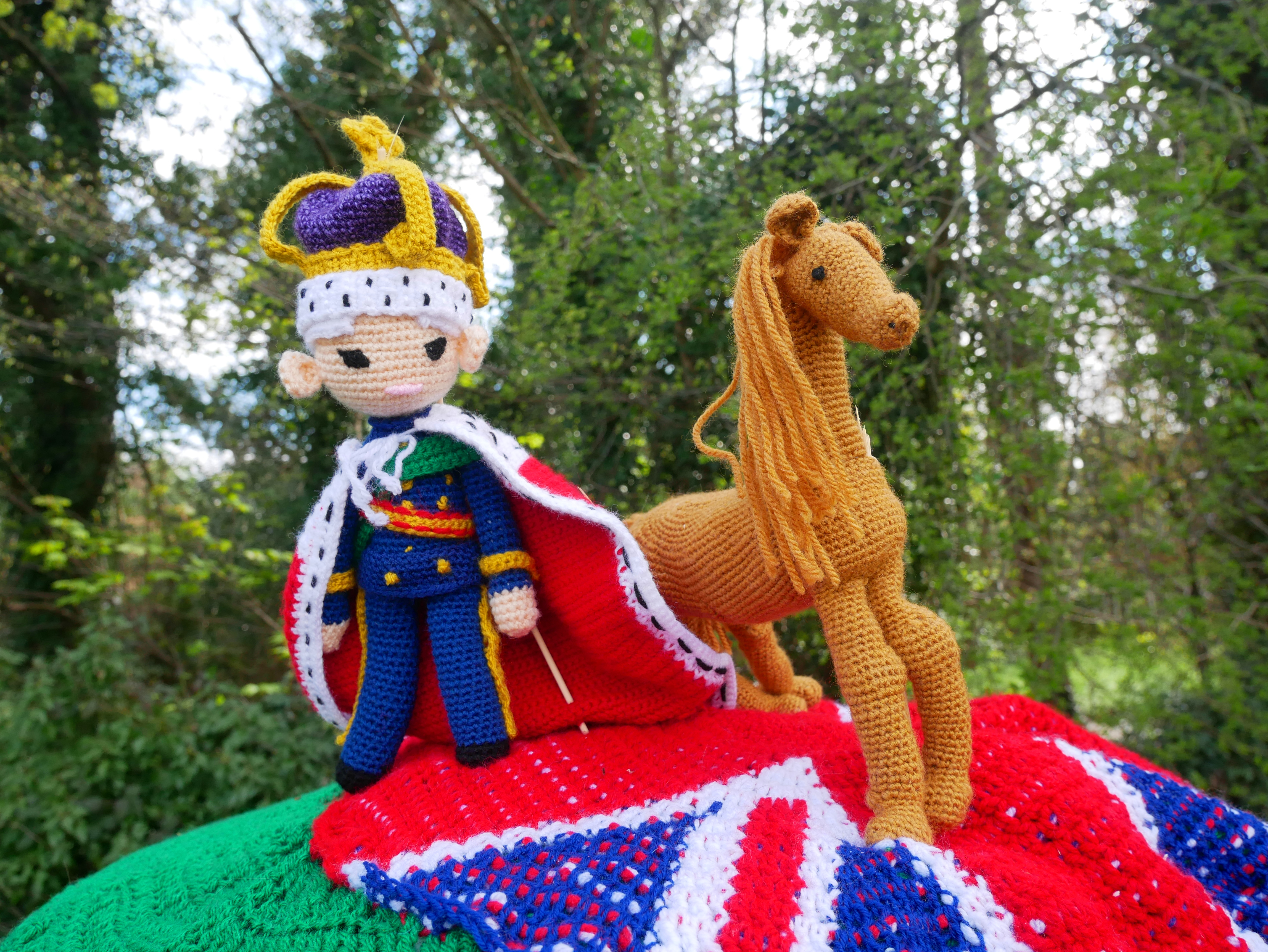
Un adorno de un trabajador postal haciendo alusión al día de la coronación en Goddington, Londres

El 7 de mayo, el "Coronation Big Lunch", organizado por el gran equipo de almuerzo en el proyecto Eden, tendrá lugar con personas que se registran para organizar grandes almuerzos y fiestas callejeras en todo el Reino Unido. El "concierto de coronación" se llevará a cabo el mismo día en el césped del este de Windsor Castle. Además de las actuaciones de cantantes, músicos y actores de escena y pantalla, el programa también presentará "The Coronation Choir" compuesto por coros comunitarios y cantantes aficionados como coros de refugiados, coros del NHS, grupos de canto LGBTQ+ y coros de firma de sordos. La BBC producirá, organizará y transmitirá el evento, y celebrará una boleta electoral entre 10 y 28 de febrero para distribuir 5,000 pares de boletos gratuitos para el público en función de la propagación geográfica de la población del Reino Unido. Los voluntarios de las organizaciones benéficas del rey y la reina consorte también estarán entre la audiencia.
El 8 de mayo, la iniciativa Big Ayuda Out tendrá lugar para alentar el voluntariado y el servicio comunitario. Está organizado por la Coalición junta en asociación con los Scouts, el Royal Voluntary Service y los grupos de fe de todo el Reino Unido. El Servicio Voluntario Real, del cual Camilla es presidente, lanzó los Premios Coronation Champions que reconocerá a un grupo diverso de voluntarios nominados por miembros del público. Los pubs también permanecerán abiertos dos horas más hasta la 1:00 el fin de semana de la coronación.
El Concierto de Coronación también contará con actuaciones de artistas como Lionel Richie, Katy Perry, Andrea Bocelli, Sir Bryn Terfel, Freya Ridings y Take That. Según los informes, varios artistas musicales, incluidos Sir Elton John, Adele, Harry Styles, Robbie Williams y las Spice Girls, rechazaron la invitación del palacio para actuar, citando conflictos de programación.
The Royal Mint lanzó una nueva colección de monedas, que incluye una moneda de 50p y £5 y muestra al Rey con la Corona Tudor.

### En Australia
El gobernador de Queensland organizará un día de puertas abiertas de la coronación en la Casa de Gobierno de Brisbane el 6 de mayo, con recorridos por la residencia y otros eventos para familias y niños. La Liga Monárquica Australiana organizará múltiples eventos en Australia para celebrar la coronación entre el 5 y el 6 de mayo en Adelaida, Sídney y Melbourne.

### En Canadá
El 6 de mayo se llevará a cabo una ceremonia en Ottawa para celebrar la coronación de Carlos III como Rey de Canadá. El evento incluirá discursos, actuaciones artísticas y presentaciones especiales.
Los días 6 y 7 de mayo, los canadienses serán invitados a Rideau Hall, la residencia oficial canadiense del Rey, para conocer los profundos lazos del Rey con Canadá. Los tenientes gobernadores y los comisionados territoriales también organizarán celebraciones e iniciativas a lo largo de mayo para conmemorar la coronación.
Los días 6 y 7 de mayo, edificios y monumentos de todo el país se iluminarán en verde esmeralda para conmemorar la Coronación del Rey.
El vicegobernador de Ontario, junto con el Empire Club of Canada, organizará un panel de coronación virtual el 5 de mayo. Toronto también albergará varios eventos el 6 de mayo, como una ceremonia de izamiento de la bandera en Queen's Park y un concierto de coronación en la Iglesia Catedral de St. James. Para conmemorar la ocasión, la suite del vicegobernador en el Edificio Legislativo de Ontario estará abierta al público como parte del evento Doors Open Toronto a fines de mayo.
El vicegobernador de Saskatchewan ha planeado un breve programa en la Casa de Gobierno, Regina, el 13 de mayo, que incluirá presentaciones sobre la Familia Real, el obsequio de prendedores de coleccionista de la coronación, la inauguración de nuevas exhibiciones relacionadas con la coronación y una actuación musical de Jeffery Straker quien estrenará una nueva canción compuesta para la coronación.

### En Nueva Zelanda

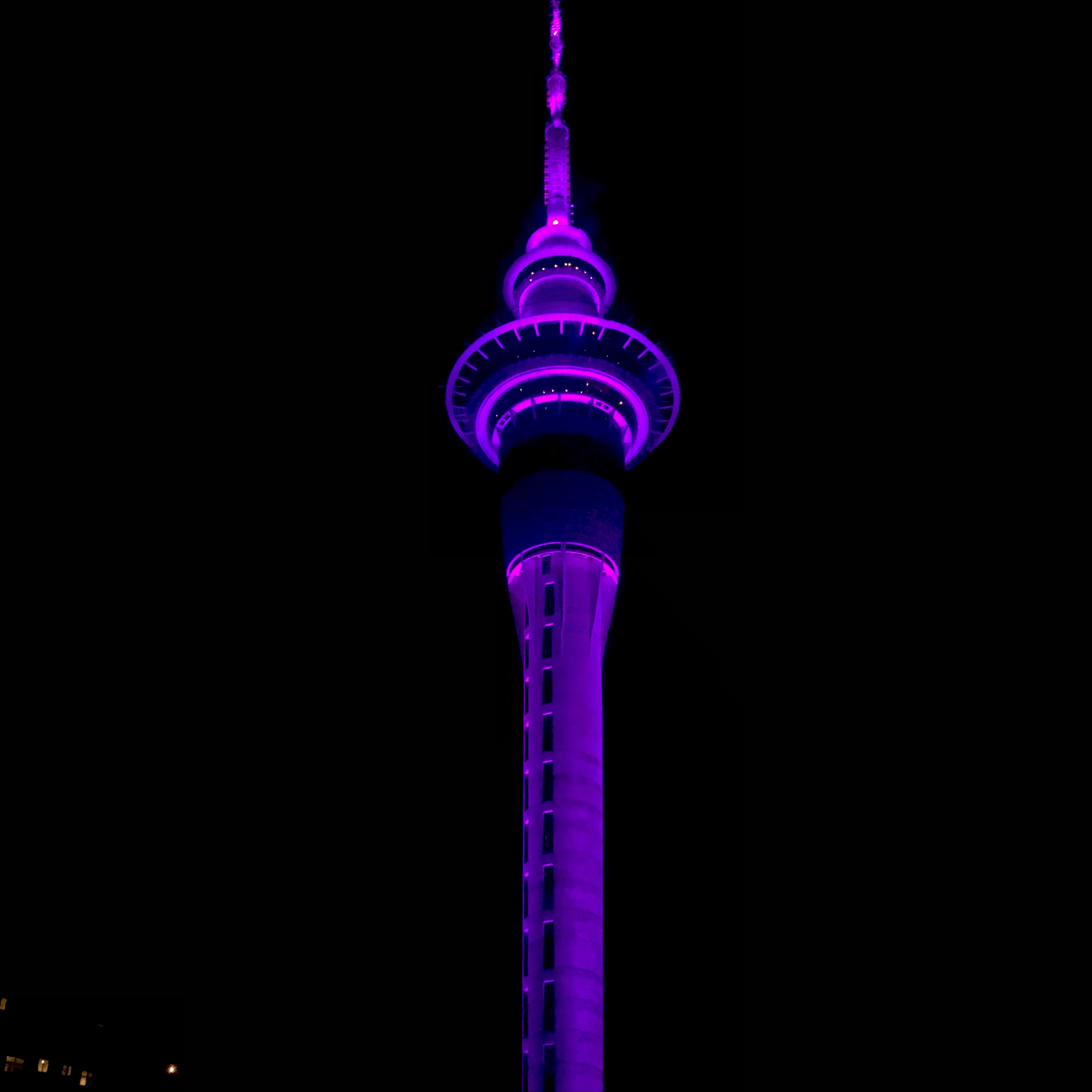
La Sky Tower de Auckland iluminada en púrpura el día 6 de mayo de 2023 para conmemorar la coronación del nuevo Rey de Nueva Zelanda.

El 7 de mayo se llevará a cabo un evento nacional con actuaciones en el Dominio de Auckland para celebrar la coronación de Carlos III como Rey de Nueva Zelanda, mientras que las Fuerzas de Defensa de Nueva Zelanda realizarán un saludo con armas en Wellington el mismo día.
Trees That Count y el Departamento de Conservación han planeado una iniciativa de plantación de árboles el 6 y 7 de mayo para conmemorar la ocasión. El gobierno de Nueva Zelanda entregó 1 millón de dólares neozelandeses a Trees that Count como regalo para conmemorar la coronación y apoyar la plantación de 100 000 árboles por parte de los consejos locales. El 6 de mayo también se llevará a cabo una iniciativa para iluminar puntos de referencia de color púrpura.
El NZ Post lanzará monedas y sellos conmemorativos el 3 de mayo para conmemorar la ocasión.

### En las Bermudas
El 6 de mayo, se llevará a cabo la plantación de árboles conmemorativos en las Bermudas para marcar la coronación. El mismo día, se inaugurará oficialmente el Jardín de la Coronación en el Jardín Botánico, que ha sido creado para reflejar el trabajo del Rey en apoyo del medio ambiente y la agricultura sostenible. El 7 de mayo se llevará a cabo un servicio de Acción de Gracias en la Catedral de la Santísima Trinidad.
El lunes 8 de mayo se observará como feriado público en las Bermudas en honor a la coronación. El mismo día tendrá lugar la Fiesta de la Lectura Infantil, que se ha organizado para reconocer el compromiso de la Reina Consorte con la alfabetización, en particular de los jóvenes.

### En Guernsey
Los estados de Guernsey llevarán a cabo cuatro días de eventos para celebrar la coronación. Las celebraciones comenzarán el viernes 5 de mayo y continuarán hasta el lunes 8 de mayo. El 5 de mayo, se llevará a cabo una vigilia en la Iglesia Metodista Forest para que la gente reflexione sobre el significado espiritual de la coronación y ore por el Rey y la Reina Consorte. El 6 de mayo, Día de la Coronación, sonarán las campanas de Town Church, Vale, Forest y St Pierre du Bois, y el servicio de coronación se transmitirá en vivo en una pantalla grande en el KGV. Por la mañana, tendrá lugar un desfile militar desde Fort George hasta Model Yacht Pond en Castle Emplacement, pasando por Le Val des Terres y South Esplanade. Alrededor del mediodía, se disparará un saludo de 21 cañonazos como parte del saludo nacional desde Castle Cornet. El 7 de mayo, se llevará a cabo un Gran Almuerzo de Coronación en el paseo marítimo de St Peter Port, y se llevará a cabo un servicio de Acción de Gracias en la Iglesia de la Ciudad de St Peter Port. Por la noche, el Concierto de Coronación se proyectará en vivo en el KGV, y Castle Cornet, Fort Gray y Beau Séjour se iluminarán en rojo, blanco y azul. El 8 de mayo, la gente de Guernsey y Alderney está invitada a participar en Big Help Out ofreciéndose como voluntario para causas locales.

### En la Isla de Man
El gobierno de la Isla de Man celebrará tres días de festejos oficiales entre el 6 y el 8 de mayo para celebrar la coronación de Carlos III, Señor de Mann. Se ha establecido un Fondo de eventos de coronación para apoyar a las autoridades locales, grupos comunitarios y organizaciones benéficas en la financiación de las celebraciones. El Pícnic de la Comunidad de Abejas de la Biosfera ha animado a la gente de toda la Isla de Man a reunirse para los picnics de la Coronación el 7 de mayo. El mismo día, los Edificios Legislativos en Douglas se iluminarán como parte de la iniciativa del Reino Unido 'Lighting up the Nation'. El 8 de mayo, se alienta a las personas de toda la Isla de Man a ser voluntarias y ayudar en las comunidades locales como parte de Big Help Out.

### En las Islas Caimán
Un día festivo fue aprobado y declarado por el gabinete para el 8 de mayo.

### En Jersey
En el transcurso de tres días, Jersey realizará varios eventos para celebrar la coronación. El 6 de mayo, se llevará a cabo un evento en Coronation Park de 10:00 a 18:00. La coronación será retransmitida en una pantalla gigante. El evento en Coronation Park también contará con entretenimiento musical y actividades. Se alienta a los establecimientos autorizados a abrir a partir de las 9:00 antes de la cobertura en vivo de la coronación. Se permitirán prórrogas especiales para los establecimientos autorizados de séptima categoría que soliciten permanecer abiertos hasta las 3:00 horas del día siguiente al 7 de mayo. El 7 de mayo se llevará a cabo el Gran Almuerzo de la Coronación en la Plaza de la Liberación. También se llevará a cabo una proyección pública del concierto de coronación en Liberation Square. El 8 de mayo, se invitará a la gente de Jersey a participar en Big Help Out ofreciéndose como voluntario en organizaciones benéficas locales. El lunes 8 de mayo también ha sido declarado festivo.

## Cobertura mediática
La BBC anunció que suspendería la tarifa de licencia para el fin de semana de coronación. Como resultado, los lugares podrán evaluar la coronación el 6 de mayo y el concierto de coronación el 7 de mayo sin necesidad de comprar una licencia de TV, es decir, será liberada para que sea difundida la coronación y de los eventos que estén en torno a ella en vivo para el público en el Reino Unido y el resto del mundo a través de las televisoras y de las redes sociales como Facebook, Twitter, etc.
El Departamento de Cultura, Medios y Deportes anunció que el evento se mostrará en pantallas gigantes en 57 ubicaciones en el Reino Unido, incluidos Hyde Park, Green Park y St James's Park.
En abril de 2023, el Palacio de Buckingham reveló un nuevo emoji que representaba la corona de San Eduardo para usar en las redes sociales.

## Reacciones contra la Coronación
El grupo antimonárquico Republic, ha anunciado planes para boicotear la coronación, la organización anticipa que la protesta será "la primera vez que un gran evento real sea cubierto directamente por una protesta más grande", con alrededor de 1200 personas que se han comprometido a asistir a su próxima protesta en Trafalgar Square. Está previsto que la protesta tenga lugar cerca de la estatua de Carlos I, con grupos más pequeños de una a tres personas repartidas por la ruta de la procesión. Republic ha alentado a los participantes a vestirse de amarillo durante la protesta.
También en el día de la coronación están programadas marchas a favor de la independencia escocesa tanto en Edimburgo como en Glasgow. El grupo de protesta All Under One Banner (AUOB), el organizador de la marcha de Glasgow, lo calificó como una oportunidad única para protestar. El grupo de defensa republicano galés, Cymru Republic, también ha anunciado planes para organizar una protesta el 6 de mayo en Cardiff, con una marcha prevista desde la estatua de Aneurin Bevan hasta Bute Park.
En abril de 2023, la policía informó al Vice primer ministro del Reino Unido, Oliver Dowden, y recibió informes de inteligencia de que los manifestantes podrían intentar sabotear la coronación usando silbatos para asustar a los caballos que caminaban en la procesión. Republic ha anunciado que sus manifestaciones del 6 de mayo no serán disruptivas, aunque las autoridades temen que otras organizaciones o manifestantes solitarios puedan intentar interrumpir el evento. Para evitar posibles interrupciones durante el evento, los servicios de seguridad de todo el Reino Unido han desplegado una gran cantidad de barreras físicas, agentes armados y drones policiales en Londres. Unidades adicionales del Mecanismo de Defensa contra el Terrorismo del Reino Unido también se pondrán en espera para apoyar a los servicios de seguridad. Se había llevado a cabo una extensa planificación de seguridad durante varios años antes de la coronación como parte de la Operación Golden Orb..
En octubre de 2022 se informó que "cientos" de personas habían firmado una petición en línea exigiendo que la Piedra de Scone no se retirara de Escocia para la coronación. Alex Salmond, líder del Partido Alba y ex primer ministro de Escocia, sugirió en marzo de 2023 que el gobierno escocés debería evitar que la piedra fuera llevada a Londres, a pesar de que Historic Environment Scotland ya había anunciado la medida.
Una encuesta de YouGov realizada poco más de dos semanas antes de la coronación encontró que el 51% de los adultos encuestados creía que la coronación no debería ser financiada por los contribuyentes.

## Dignatarios presentes en la Ceremonia de Coronación
Hubo aproximadamente 2200 invitados a la coronación, incluidos dignatarios de 203 países.  Los invitados incluyen miembros de la familia real, representantes de la Iglesia de Inglaterra, políticos prominentes del Reino Unido y la Commonwealth, y jefes de Estado y realeza extranjeros. Al igual que con las coronaciones anteriores, muchos de los asistentes se sentarán en las capillas laterales de la Abadía de Westminster, en lugar de en la nave principal.
El número de asistentes políticos se ha reducido significativamente. En 1953, se invitó a 800 diputados y más de 900 pares, prácticamente todo el Parlamento del Reino Unido. Sin embargo, la decisión de no erigir andamios en la Abadía para la coronación de Carlos redujo significativamente los asientos disponibles para la ceremonia.  El Palacio de Buckingham consideró invitar a tan solo 20 parlamentarios y 20 pares, pero una protesta de parlamentarios y pares provocó que esos números se duplicaran con creces, y la Oficina del Gabinete tomó las decisiones finales sobre quién está invitado. Los cónyuges de los ministros del gabinete no fueron invitados, lo que enfureció a algunos ministros.
Siguiendo el consejo del gobierno, el Rey prohibió a los pares invitados usar coronas, túnicas de coronación y uniformes de la corte, excepto aquellos que desempeñan funciones ceremoniales específicas. Los compañeros invitados pueden usar trajes de negocios o túnicas de armiño parlamentarias que normalmente se usan para las inauguraciones estatales del parlamento.
Se extendieron invitaciones a 850 representantes comunitarios y de organizaciones benéficas, incluidos 450 ganadores de la Medalla del Imperio Británico y 400 jóvenes; la mitad de los cuales fueron nominados por el gobierno británico.
Cien sillas hechas para la congregación se subastarán después de la ceremonia y las ganancias se donarán a la caridad.